# 조주현 (작곡가)
조주현(1994년 9월 12일 ~ )은 대한민국의 작곡가 겸 프로듀서이다.

## 경력
- (前) 비고라이브 공식 에이전시
- (前) CJ E&M DIA TV 뮤직 크리에이터 (~2021)
- (前) 라미아뮤직 대표 (2017~2022)
- (前) 안산도시공사 크리에이터 양성 교육 과정 출강
- (前) 오산대학교 크리에이터 양성 교육 과정 출강
- (前) 건국대학교 크리에이터 양성 교육 과정 출강

- (現) 빈 엔터테인먼트 대표 (2022~)

## 대표작

### 2020년
- 최성용 - 잘될거야 (작곡, 작사, 레코딩 디렉터)
- 빈 엔터테인먼트 - 고맙습니다 (어버이날 기념 21인 합창곡) (보컬, 작곡, 작사)
- 춘몽 - 프랑켄슈타인 (엔지니어)
- 릴카 Florina - Va Va Vis 커버 (엔지니어)
- 빈 엔터테인먼트 - 난 누구 (보컬, 작곡)
- 오리온제과 꼬북칩 쵸코츄러스 테마송 꼬북초코송 (작곡, 작사, 보컬)
- 사페 음료 모구모구 테마송 모구모구송 (작곡,작사)

### 2021년
- 릴카 라따뚜이 OST - Le Festin 커버 (엔지니어)
- 릴카 빌리 아이리쉬 - Bellyache 커버 (엔지니어)
- 릴카 샹송 '피노키오' 커버 (엔지니어)
- 쏘망 - 장산범 (feat 빈 엔터테인먼트) (보컬, 엔지니어, 화음 편곡)
- 쏘망 - 윤회 (feat. 박안) (엔지니어)
- 쏘망 - 홍련 (feat. 조이태화) (엔지니어)

### 2022년
- 춘몽 - 바리 (엔지니어)
- 춘몽 - 피구왕 재인 (엔지니어)
- 조이태화 - '경계선' 앨범 (엔지니어)
- 달나라오이 - '뫼비우스' 앨범 (엔지니어)
- 강나라 - 꿈이라도 다시 (작곡, 편곡, 엔지니어)
- 춘몽 - 모두가 하늘을 꿈꿀 때 나는 바다로 잠길래 (작곡, 편곡, 기타, 엔지니어)
- 허태인 - 물속의 춤을 (엔지니어)
- 이용신 - 꽃잎키스 (2022) 오란고교 사교클럽 오프닝 (엔지니어)
- 이용신 - Her Baby (2022) 짱구는 못말려 X파일 오프닝 (엔지니어)
- 이용신 - 희망의 조각 (2022) 파워퍼프걸Z 오프닝 (엔지니어)
- 이용신 - 상상 커버 (엔지니어)

## 특징
- (前) 기타 세션
- (前) CJ E&M 뮤직 크리에이터
- (現) 유튜브 공식 아티스트 채널
- (現) 소속사 대표이사